# Bulgarische Eishockeyliga 2002/03
Die Saison 2002/03 war die 51. Spielzeit der bulgarischen Eishockeyliga, der höchsten bulgarischen Eishockeyspielklasse. Meister wurde zum insgesamt 13. Mal in der Vereinsgeschichte der HK Lewski Sofia.

## Modus
In der Hauptrunde absolvierte jede der vier Mannschaften insgesamt zwölf Spiele. Die beiden Erstplatzierten der Hauptrunde qualifizierten sich für das Meisterschaftsfinale. Für einen Sieg erhielt jede Mannschaft zwei Punkte, bei einem Unentschieden gab es einen Punkt und bei einer Niederlage null Punkte.

## Hauptrunde
|    | Klub            | Sp | S  | U | N  | Tore   | Punkte |
| -- | --------------- | -- | -- | - | -- | ------ | ------ |
| 1. | HK Lewski Sofia | 12 | 10 | 1 | 1  | 125:22 | 21     |
| 2. | HK Slawia Sofia | 12 | 9  | 1 | 2  | 100:28 | 19     |
| 3. | Iceberg Sofia   | 12 | 2  | 1 | 9  | 40:145 | 5      |
| 4. | HK ZSKA Sofia   | 12 | 1  | 1 | 10 | 24:94  | 3      |

Sp = Spiele, S = Siege, U = unentschieden, N = Niederlagen, OTS = Overtime-Siege, OTN = Overtime-Niederlage, SOS = Penalty-Siege, SON = Penalty-Niederlage

## Finale
- HK Lewski Sofia – HK Slawia Sofia 4:2/3:2